# Metro van Helsinki

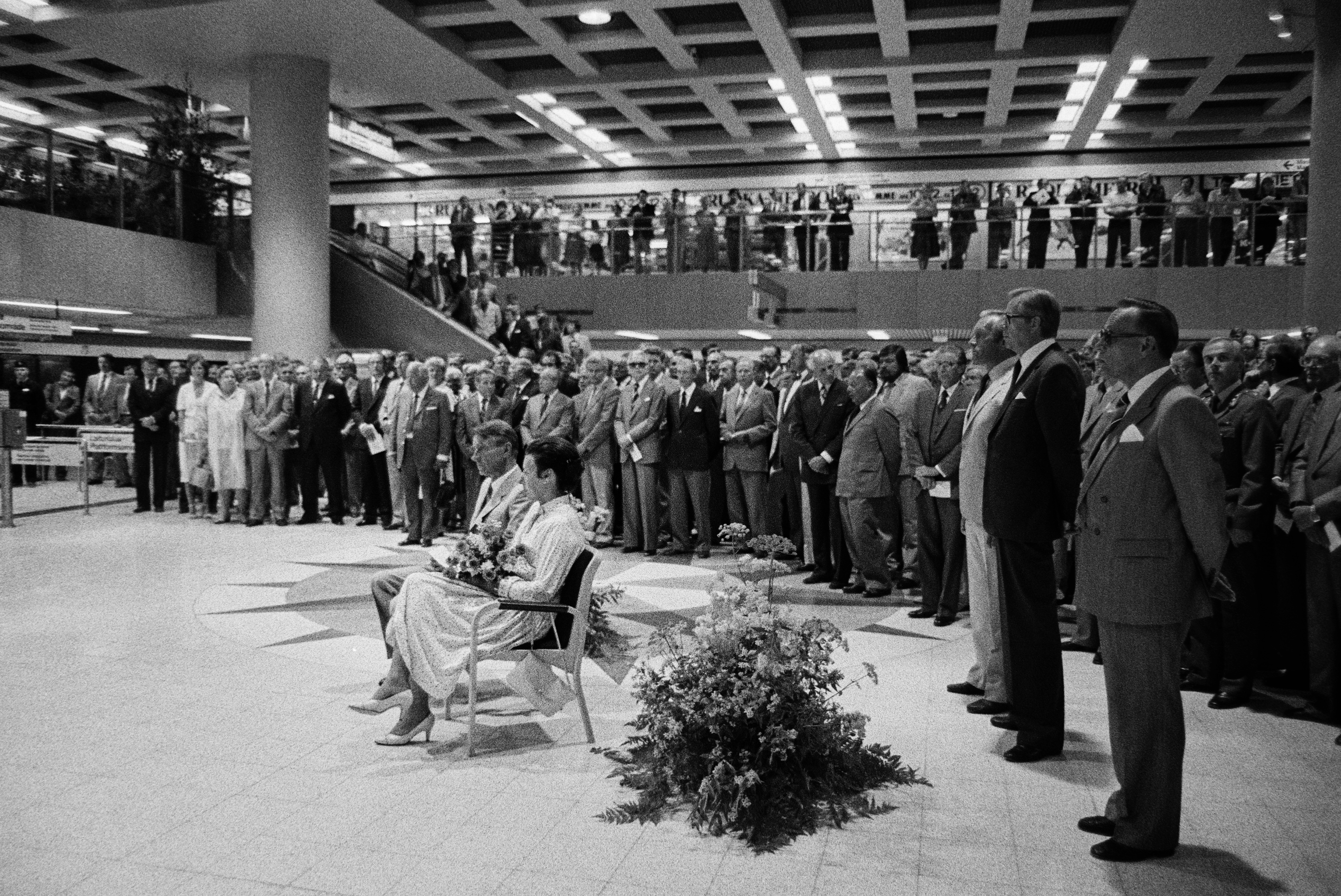
Openingsceremonie met president Mauno met zijn vrouw in 1982

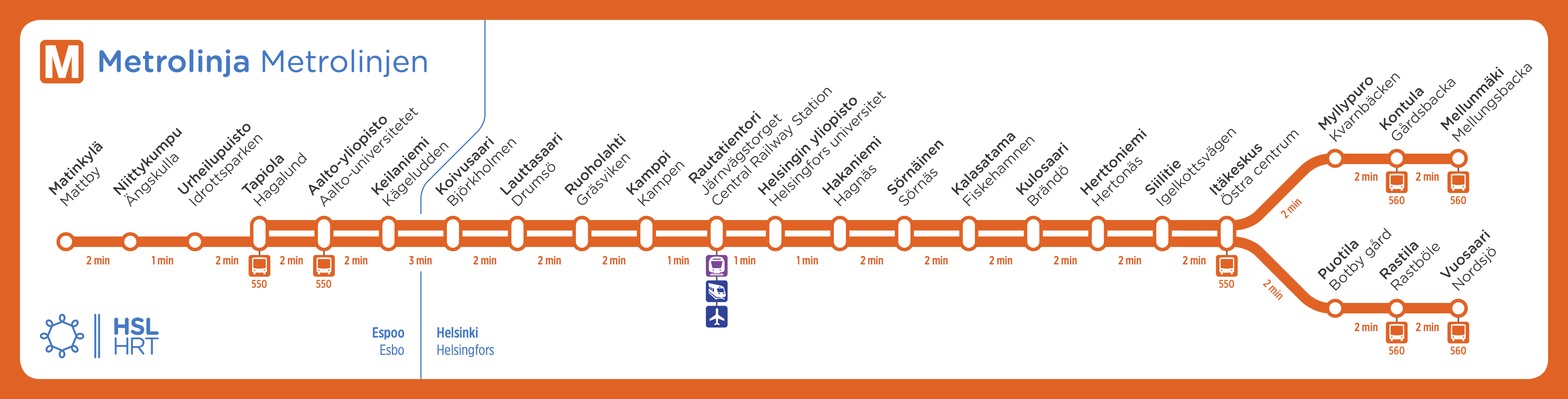
Het schema van het netwerk in 2017

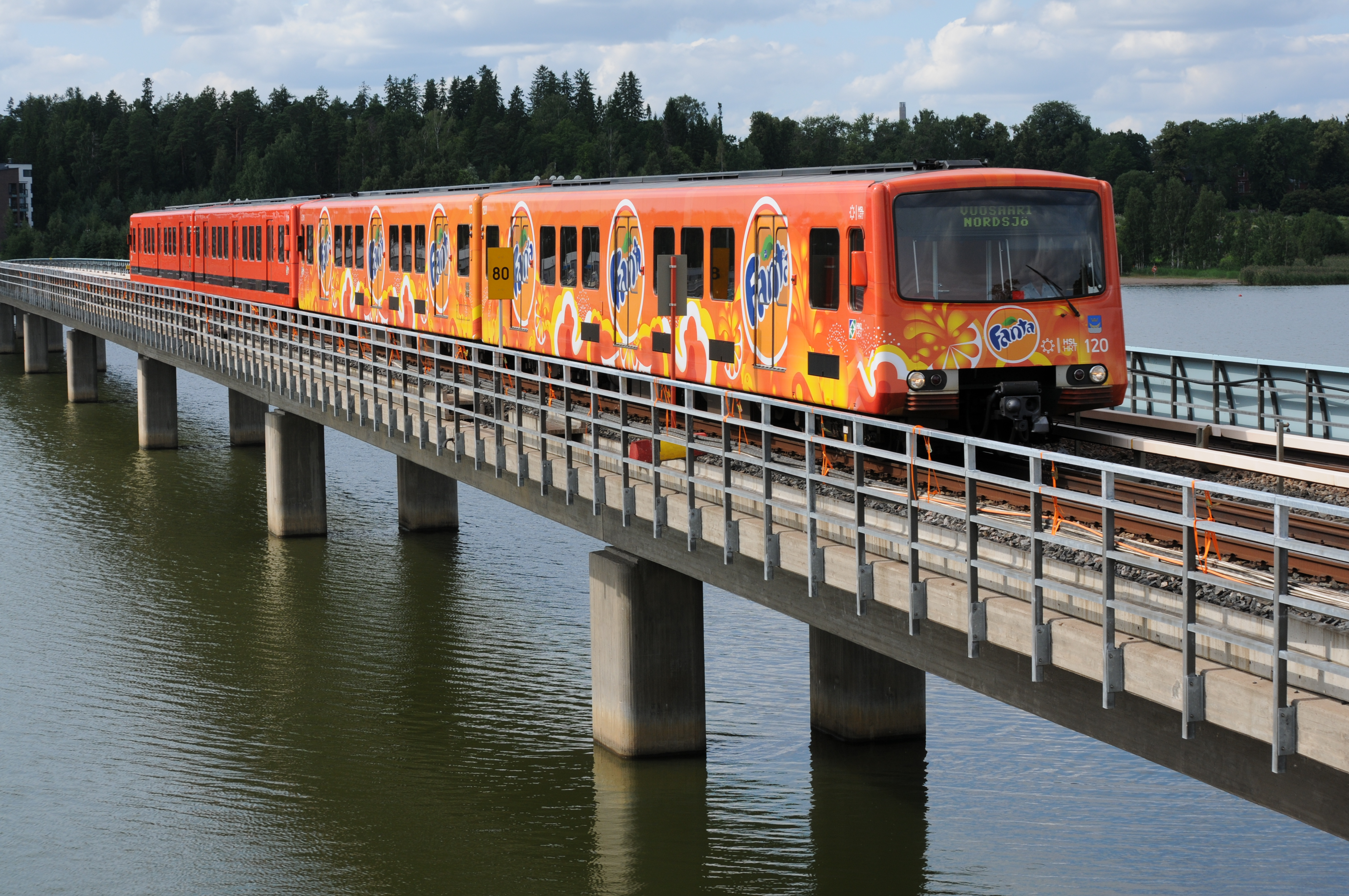
Metrotreinstel (100-serie)

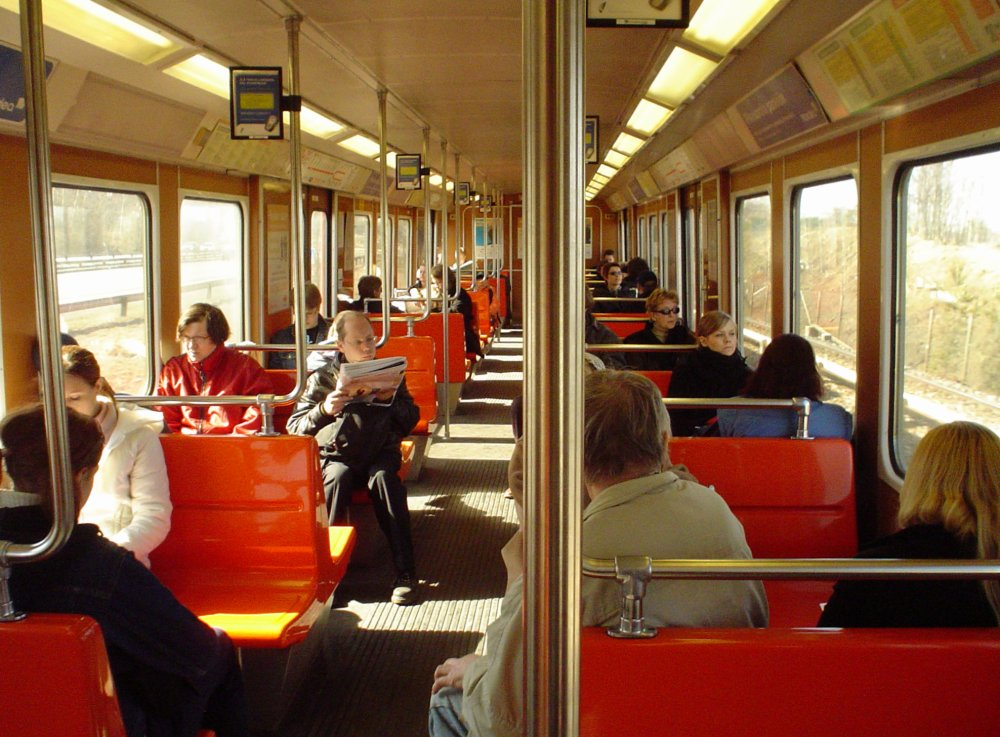
Interieur

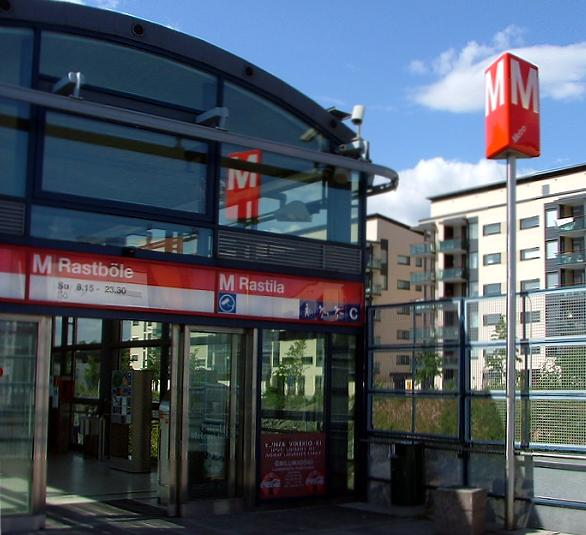
Ingang van station Rastila/Rastböle

De metro van Helsinki is de belangrijkste vorm van openbaar vervoer tussen Espoo in het westen, het centrum van Helsinki en de oostelijk gelegen voorsteden. De exploitant van de metro is HKL/HST.

## Geschiedenis
Het eerste initiatief voor de bouw van de metro van Helsinki werd genomen tijdens een vergadering van de gemeenteraad in september 1955. In 1963 was er een plan voor een dicht metronet met veel lichtere lijnen in alle windrichtingen. In 1965 zag men van dat plan af en werd besloten om twee lijnen aan te leggen in overeenstemming met de spoorwegstandaard 
in oost-west richting. Het traject Kamppi-Puotila werd gekozen als de eerste lijn en de voorbereiding van een gedetailleerd plan begon in 1965. Uiteindelijk nam de gemeenteraad van Helsinki op 7 mei 1969 een besluit om de eerste fase te bouwen. Het doel was om de lijn in 1977 te voltooien maar liep door kostenstijgingen, een omkoopschandaal en moeilijkheden met de ondergrond, die in Helsinki uit een harde rotsformatie bestaat, vijf jaar uit. De officiële opening van de metro was dan ook pas in 1982, 27 jaar na het initiatief voor de bouw.
Op 1 juni 1982 werd het eerste gedeelte tussen Hakaniemi/Hagnäs en Itäkeskus/Östra centrum geopend, en een maand later kwam de verbinding met het centraal station van Helsinki gereed (metrostation Rautatientori/Järnvägstorget). In de periode 1983-1998 is het net stapsgewijs uitgebouwd. In november 2017 is een 13,9 km westelijke verlenging naar de stad Espoo in gebruik genomen. Deze uitbreiding telde 8 nieuwe stations en op 3 december 2022 kreeg Espoo er nog 5 metrostations bij zodat ook het westen van Espoo op de metro is aangesloten. Voor de verdere toekomst zijn er plannen voor een uitbreiding richting Sipoo en een tweede stamlijn tussen het vliegveld en het stadscentrum. 
Het metronet is sinds 3 december 2022 43 kilometer lang en telt 30 stations, waarvan er 21 ondergronds gelegen zijn en de overige 9 op maaiveld, in een uitgraving of op een viaduct. Na Itäkeskus spiltst de lijn zich in een noordelijk en oostelijke tak. De spoorwijdte bedraagt, net als in de rest van Finland, 1524 millimeter. Het metronet is geëlektrificeerd met een derde rail met een gelijkspanning van 750 volt.

## Materieel
Het materieelpark bestaat uit tweedelige metrostellen met een capaciteit van een bijna 400 mensen (130 zitplaatsen). De maximumsnelheid is 90 km/h. De eerste generatie is gebouwd door Stromberg/Valmet (100-serie) en bestaat uit 42 treinstellen. De tweede generatie werd in 2000 gebouwd door Bombardier Transportation (200-serie) en bestaat uit 12 metrostellen.

## Stations van west naar oost
Finse (Zweedse) benaming
- Kivenlahti (Stensvik)
- Espoonlahti (Esboviken)
- Soukka (Sökö)
- Kaitaa (Kaitans)
- Finnoo (Finno)
- Matinkylä (Mattby)
- Niittykumpu (Ängskulla)
- Urheilupuisto (Idrottsparken)
- Tapiola (Hagalund)
- Aalto-yliopisto (Aalto-universitetet)
- Keilaniemi (Kägeludden)
- Koivusaari ((Björkholmen))
- Lauttasaari (Drumsö)
- Ruoholahti (Gräsviken)
- Kamppi (Kampen)
- Rautatientori (Järnvägstorget)
- Helsingin yliopisto (Helsingfors universitet)
- Hakaniemi (Hagnäs)
- Sörnäinen (Sörnäs)
- Kalasatama (Fiskhamnen)
- Kulosaari (Brändö)
- Herttoniemi (Hertonäs)
- Siilitie (Igelkottsvägen)
- Itäkeskus (Östra centrum)

noordelijke tak
- Myllypuro (Kvarnbäcken)
- Kontula (Gårdsbacka)
- Mellunmäki (Mellungsbacka)

oostelijke tak
- Puotila (Botby gård)
- Rastila (Rastböle)
- Vuosaari (Nordsjö)